# رزیدنت ایول: آستانه بحران
رزیدنت ایول: ساعت صفر (به انگلیسی: Resident Evil: Hour Zero) نام هفتمین و آخرین قسمت از سری رمان های رزیدنت ایول است که توسط اس.دی. پری در سال ۲۰۰۴ به نگارش درآمده است . خط اصلی این کتاب براساس بازی پرفروش و موفق رزیدنت ایول صفر می باشد . بیلی کوئن و ربکا چمبرز از شخصیت های اصلی این رمان هستند .